# Agnes Nolte
Agnes Helène Nolte (Amsterdam, 26 juli 1896 – Amsterdam, 29 april 1976) was een Nederlands docent en politicus voor de KVP.

## Leven en werk
Nolte was een dochter van de Amsterdamse handelaar Josephus Gerardus Nolte en Wilhelmina Maria van Haasbergen. Ze werd opgeleid tot onderwijzeres en was vervolgens verbonden aan de R.K. lagere school Sint Rosa en R.K. MULO-school in Amsterdam. Ze was later lerares geschiedenis en staatsinrichting op het Rooms meisjeslyceum aan de Reinier Vinkeleskade te Amsterdam (1926-1948, 1952-1956) en docente aan de School voor Maatschappelijk Werk.
Nolte was lid van de Roomsch-Katholieke Staatspartij en haar opvolger, de KVP. Ze was secretaris (vanaf 1945) en bestuurslid (1952-1956) van de KVP Kamerkring Amsterdam en lid van het dagelijks bestuur van de partij (1953-1956). Nolte was tweemaal lid van de Tweede Kamer der Staten-Generaal (1948-1952, 1956-1963). Ze was al voor de Tweede Wereldoorlog actief in 'De Sleutelbos', een katholieke vrouwenclub die tegen het wetsvoorstel-Romme ageerde dat beroepsarbeid van gehuwde vrouwen wilde verbieden. Ze steunde in de Kamer voorstellen om de positie van de vrouw te verbeteren. In 1957 stemden zij en Netty de Vink als enigen van de KVP-fractie vóór een (aangenomen) amendement over het schrappen van een artikel over het ontslag van gehuwde onderwijzeressen
Nolte had diverse nevenfuncties in de vrouwenbeweging, ze was onder meer secretaresse van het Centrum van de Nederlandse Katholieke Vrouwenbeweging (vanaf 1946), presidente van het Katholieke Vrouwengilde te Amsterdam (vanaf 1948) en lid van de Nederlanden groep van Frauen Union en de Union Internationale des Ligues Feminines Catholicues.